# Hiệp ước Maastricht

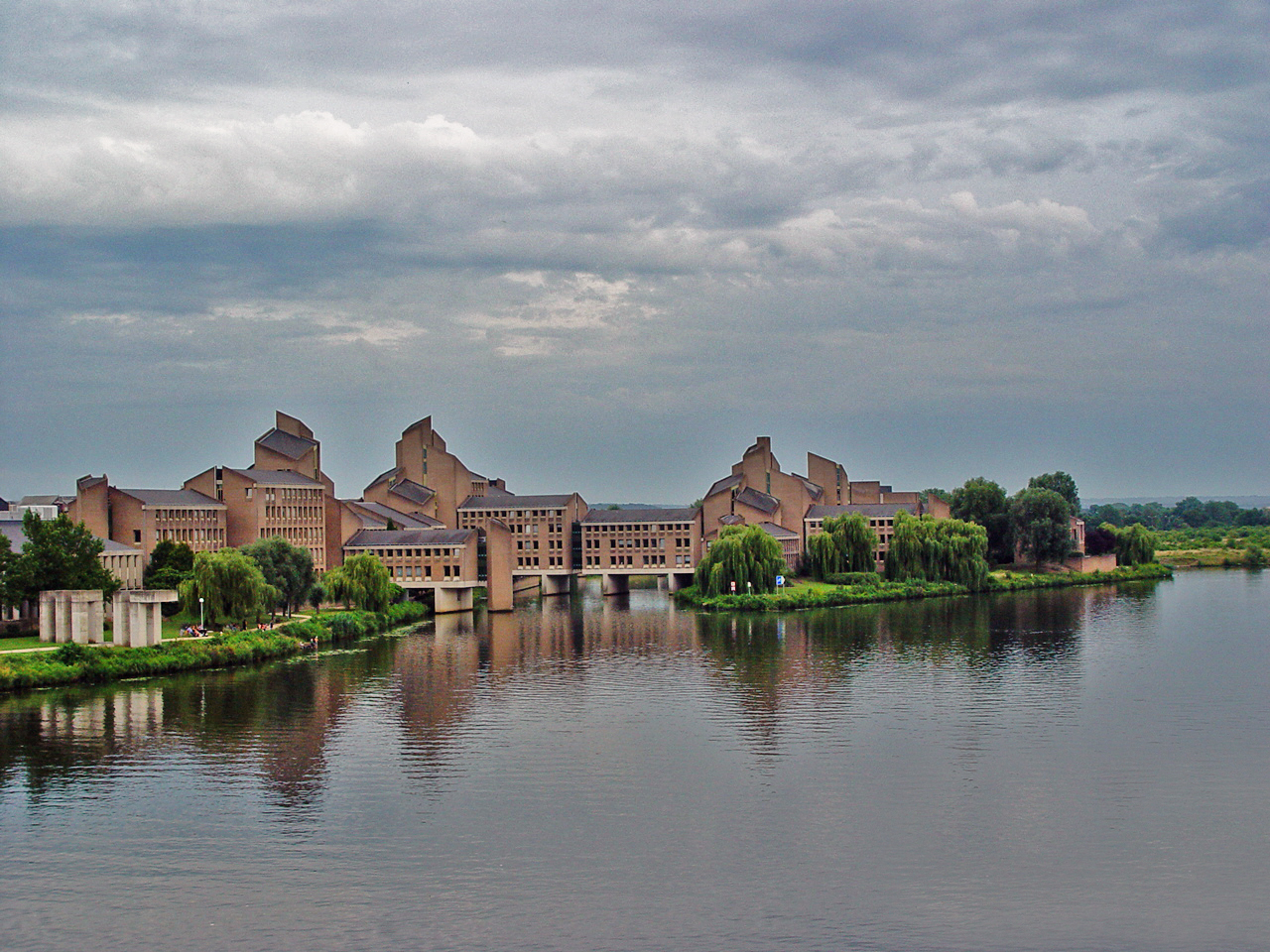
Tòa nhà Hành chính tỉnh trên sông Meuse nơi Hiệp ước Maastricht được ký ngày 7 tháng 2, 1992.

Hiệp ước Maastricht (tên chính thức: Hiệp ước về Liên minh châu Âu, tiếng Anh: Treaty on European Union, TEU) là hiệp ước được ký kết ngày 7 tháng 2 năm 1992 ở Maastricht, Hà Lan sau khi thương thuyết xong ngày 7 tháng 12 năm 1991 giữa các nước thành viên của Cộng đồng châu Âu, và có hiệu lực từ ngày 1 tháng 11 năm 1993 dưới thời Ủy ban Delors.
Hiệp ước này thành lập Liên minh châu Âu và đưa tới việc thiết lập đồng Euro. Hiệp ước Maastricht đã được các hiệp ước sau đó sửa chữa bổ sung nhiều.
Đến năm 1993 đã có 12 quốc gia phê chuẩn Hiệp ước Maastricht về Liên minh châu Âu: Anh, Pháp, Đức, Cộng hòa Ireland, Tây Ban Nha, Bồ Đào Nha, Ý, Hy Lạp, Đan Mạch, Luxembourg, Bỉ, và Hà Lan. Áo, Phần Lan, và Thụy Điển trở thành thành viên của EU vào năm 1995.

## Nội dung

Các nước phê chuẩn Hiệp ước Maastricht

Hiệp ước Maastricht dẫn tới việc lập ra đồng euro, và lập ra cái thường gọi là ba trụ cột chính của Liên minh châu Âu. Quan niệm về Liên minh chia thành trụ cột Cộng đồng châu Âu, trụ cột Chính sách đối ngoại và an ninh chung và trụ cột Tư pháp và Nội vụ. Hai trụ cột sau là các lãnh vực chính sách liên chính phủ, trong đó quyền của các nước thành viên mở rộng lớn nhất. Trong khi dưới trụ cột Cộng đồng châu Âu, các cơ quan thể chế siêu quốc gia của Liên minh - Ủy ban, Nghị viện và Tòa án – có quyền nhiều nhất. Cả ba trụ cột đều là việc mở rộng các cơ cấu chính sách đã tồn tại từ trước.
Trụ cột Cộng đồng châu Âu là sự tiếp tục của Cộng đồng Kinh tế châu Âu và chữ "Kinh tế" được bỏ khỏi tên, để tiêu biểu cho nền tảng chính sách rộng lớn hơn do Hiệp ước Maastricht mang lại. Việc phối hợp trong chính sách đối ngoại đã diễn ra đầu thập niên 1970 dưới sự che chở của Việc hợp tác Chính trị châu Âu (tiếng Anh, "European Political Cooperation" hay "EPC"). Việc hợp tác Chính trị châu Âu đã được ghi vào các hiệp ước bởi Đạo luật chung châu Âu (tiếng Anh, "Single European Act"), nhưng không là thành phần của Cộng đồng Kinh tế châu Âu.
Trong khi đó trụ cột Tư pháp và Nội vụ đã đưa việc hợp tác vào các lãnh vực xét xử tội phạm, nơi nương náu cho người tỵ nạn, việc nhập cư và hợp tác tư pháp trong các vấn đề dân sự, một số trong các lãnh vực này vốn đã là chủ đề cho việc hợp tác liên chính phủ trong việc thi hành Hiệp ước Schengen năm 1990.
Việc lập ra hệ thống 3 trụ cột là kết quả của mong muốn mở rộng Cộng đồng Kinh tế tới các lãnh vực đối ngoại, quân sự, xét xử tội phạm, hợp tác tư pháp của nhiều nước thành viên, dù có mối nghi ngại của vài nước thành viên khác, nhất là Vương quốc Anh.
Thay vì đổi tên Cộng đồng Kinh tế châu Âu thành Liên minh châu Âu, thỏa thuận đạt được trong hiệp ước này sẽ lập ra một Liên minh châu Âu riêng rẽ, hợp pháp, bao gồm thay đổi tên gọi Cộng đồng Kinh tế châu Âu và các lãnh vực chính sách liên chính phủ về chính sách đối ngoại, quân sự, xét xử tội phạm, hợp tác tư pháp. Cơ cấu này đã hạn chế phần lớn quyền của Ủy ban châu Âu, Nghị viện châu Âu và Tòa án Cộng đồng châu Âu để thúc đẩy các lãnh vực chính sách liên chính phủ mới để bao gồm các trụ cột thứ hai và thứ ba: chính sách đối ngoại và các vấn đề quân sự (trụ cột Chính sách đối ngoại và an ninh chung) và việc hợp tác tư pháp trong xét xử tội phạm và các việc dân sự (trụ cột Tư pháp và Nội vụ).

## Phê chuẩn
Quá trình phê chuẩn hiệp ước này đầy khó khăn trong 3 nước thành viên. Cuộc trưng cầu ý dân lần đầu để phê chuẩn hiệp ước của Đan Mạch ngày 2 tháng 6 năm 1992 đã bị các cử tri bác bỏ. Cuộc trưng cầu ý dân về hiệp ước lần thứ hai ngày 18 tháng 5 năm 1993 (cùng với Thỏa ước Edinburgh) mới được chấp nhận với 4 lãnh vực bảo lưu (ví dụ Đan Mạch chưa gia nhập khu vực đồng euro). Tháng 9 năm 1992, cuộc trưng cầu ý dân của Pháp để phê chuẩn hiệp ước cũng chỉ đạt được đa số thuận khít khao 51,05%. Tại Vương quốc Anh, chính phủ của thủ tướng John Major (đảng Bảo thủ Anh) cũng phải trầy trật mới vượt qua được phe chống đối trong Hạ nghị viện Anh.